# Joe Lapchick
Joseph Bohomiel "Joe" Lapchick (12 de abril de 1900 en Yonkers, Nueva York-10 de agosto de 1970 en Monticello, Nueva York) fue un jugador y entrenador de baloncesto estadounidense que jugó en la ABL y entrenó durante 20 temporadas a la Universidad St. John's y otras 9 a los New York Knicks de la NBA. Con 1,96 metros de estatura, jugaba en la posición de pívot.

## Trayectoria deportiva

### Jugador
Comenzó su carrera como jugador en la Liga Interestatal, consiguiendo el campeonato con los Holyoke Reds en 1922. Pero su reconocimiento llegaría al fichar por los Original Celtics en 1923, los cuales se unieron a la ABL cuando se fundó en 1925, ganando dos títulos consecutivos en 1927 y 1928. Posteriormente fichó por otro de los equipos dominantes de la liga, los Cleveland Rosenblums, con los que ganó otros dos campeonatos de forma consecutiva.
Jugó posteriormente en otros equipos para regresar a los Celtics en 1933, donde se retiraría 3 años más tarde.

### Entrenador
Tras haber actuado en 1930 como jugador-entrenador de los Cleveland Rosenblums, en 1936 es contratado como entrenador principal de los Red Storm de la Universidad St. John's, donde permaneció 11 temporadas, ganando en dos ocasiones el National Invitation Tournament, en 1943 y 1944.
En 1947 ficha por los New York Knicks de la entonces denominada BAA, llevando al equipo por vez primera a las Finales de la NBA en 1951, en las que cayeron ante Rochester Royals en el séptimo y definitivo partido. Esta situación se repetiría las dos temporadas posteriores, perdiendo en ambas ante los Minneapolis Lakers.
En 1956 regresaría a St. John's, dirigiendo al equipo durante otras nueve temporadas, en las cuales volvió a ganar en dos ocasiones el NIT, la última de ellas en su último partido como entrenador, en 1965, cuando cedió el relevo al frente del banquillo a su asistente, Lou Carnesecca.

## Vida posterior
Un año después de su retirada fue elegido miembro del Basketball Hall of Fame, falleciendo cuatro años más tarde, en 1970 en Monticello, Nueva York, víctima de un ataque al corazón.